# 夜夏 –風物詩–
《夜夏風物詩》（簡稱《夜夏》）是由台灣團隊NIGHT-THINK原創獨立製作的冒險遊戲（AVG）。在2006年10月發表製作消息，並於2010年2月公開體驗版下載，同年7月24日的開拓動漫祭中發放體驗版遊戲的實體光碟。故事以台灣瑞芳區九份作為故事舞台原型，並從2007年前就開始以拍照與攝影方式作為遊戲背景來營造真實感，因此作中地點甚至是物品都是實際存在的（且多數攝影原型已經消失，如九份老街入口處被安插了地標、台北車站已重新裝潢等）。但因為是獨立製作，且成員皆為利用下班後空閒時間進行作業，因此尚未有正式版的明確時程。目前除了正體中文版外，還預定有簡體中文和英文版，以及登錄Steam的企劃。

## 歷程概要
- 2006年7月11日：製作團隊「NIGHT-THINK」官方網站公開。[7]

- 2010年2月3日：《夜夏風物詩》前導PV公開[8]

- 2010年2月20日、21日：《夜夏風物詩》導讀本於開拓動漫祭15(FF15)會場販售，並公開體驗版下載。[9]

- 2010年7月24、25日：《夜夏風物詩》體驗版於開拓動漫祭16(FF16)會場免費配布實體光碟。[10]

- 2012年4月3日：《夜夏風物詩》的製作團隊NIGHT-THINK創立官方推特。[11]

- 2015年4月12日：《夜夏風物詩》的製作團隊NIGHT-THINK創立官方Facebook粉絲專頁。[12]

- 2016年12月13日：《夜夏風物詩》新體驗版情報與PV公開。[13]

- 2017年8月6日：《夜夏風物詩》新體驗版於台灣同人誌販售會46(CWT46)會場公開免費下載連結。[14]

- 2018年1月25日、26日：台灣團隊「NIGHT-THINK」首次參加台北國際電玩展，展出自製的懸疑解謎遊戲《夜夏風物詩》並公開新PV。[15][16]

- 2018年5月19日、20日：《夜夏風物詩》體驗版於亞洲動漫創作展28(PF28)獨立遊戲特區展出。[17]

## 內容簡介
1997年8月，主角夏玄祐在旅日八年後返回台灣，一個名為「柑瀨鎮」的鄉下地方，當地被劃分成都市與山村兩個區塊：鄰接熱鬧大城而高度開發的都市區，與山間古早礦業時期的老聚落，因人口外移保持了鄉野特色的「神九戶」地區。
在這兩塊地區中各別有著怪誕的都市傳說，並被當地在中元節時的大型祭祀「福慧祭」連成一線，所有的線索指向十年前因礦區重啟計畫所導致的「礦權抗戰」社會運動。而返國時間恰逢福慧祭前夕的夏玄祐，將被捲入錯綜複雜的離奇事件中。

## 登場角色
夏玄祐
本作的主人公。（性別可以選擇）
在日本居住了八年後，因故返回台灣的歸國子女。
正值青春年華的高中二年級生。
好奇心重且充滿想像力，善於臨機應變。多半是因為這樣的性格，對事物的接受度很高。
樂於與人接觸，但似乎......。
在這個夏天，被捲入了「非日常」當中───
季花洵
由台北至此遊歷的旅行者，基於某種理由才來到柑瀨鎮。
性格隨和、待人親切，屬於不管跟誰都能友好相處的類型。
在私底下有著善於照顧他人、充滿母性的那一面。
衣著扮裝風格強烈，但自認為是「為了氣氛」而並非個人喜好。
曾經擔任過學生系地下樂團的主唱者。
對事物的學習速度僅能以不可思議來形容。
視力良好───並且似乎過了頭的樣子。
吳詩涵
吳世華的妹妹，年齡差一歲。
在大家面前有著優等生、可愛的學妹這樣的身份。實際上的個性卻是有點惡劣與扭曲。自尊心高且好勝心強。
頭腦明晰但在情緒不好的時候就無法冷靜應對。十分袒護身為好友的苓雅。
善於烹飪。
魏伊馮、魏伊璽
當地望族的倖存者，雙子的少女們。姊姊為伊馮，妹妹是伊璽。
兩人與唯一的侍女居住在神九戶區山坡上的日式建築中。姊姊的個性膽小並懦弱，妹妹則是高傲而自以為是的性格。由於沒有其他佣人能夠協助，目前宅邸內的大小事務都由綠來處理。
似乎不用擔心金錢的問題。

## 遊戲
《夜夏風物詩》為NIGHT-THINK於2006年開始著手製作，並採用吉里吉里2為開發工具，在2018年4月開始改成以Unity作為使用程式。2010年2月公布體驗版（佔正式版約四分之一，劇本字數約10萬餘字，正常遊玩速度花費約4個小時）。目前正式版尚未有確定的公開時程。

## 注釋

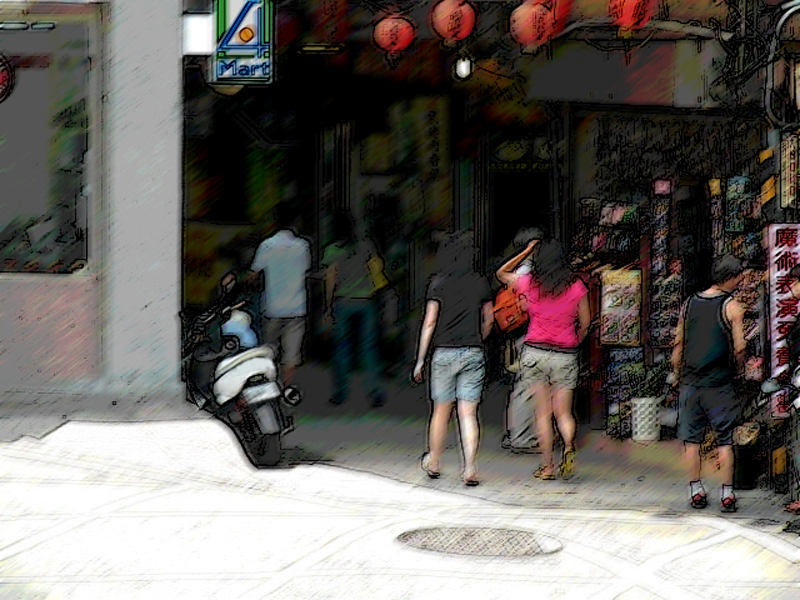
遊戲中場景，柑瀨街道入口處

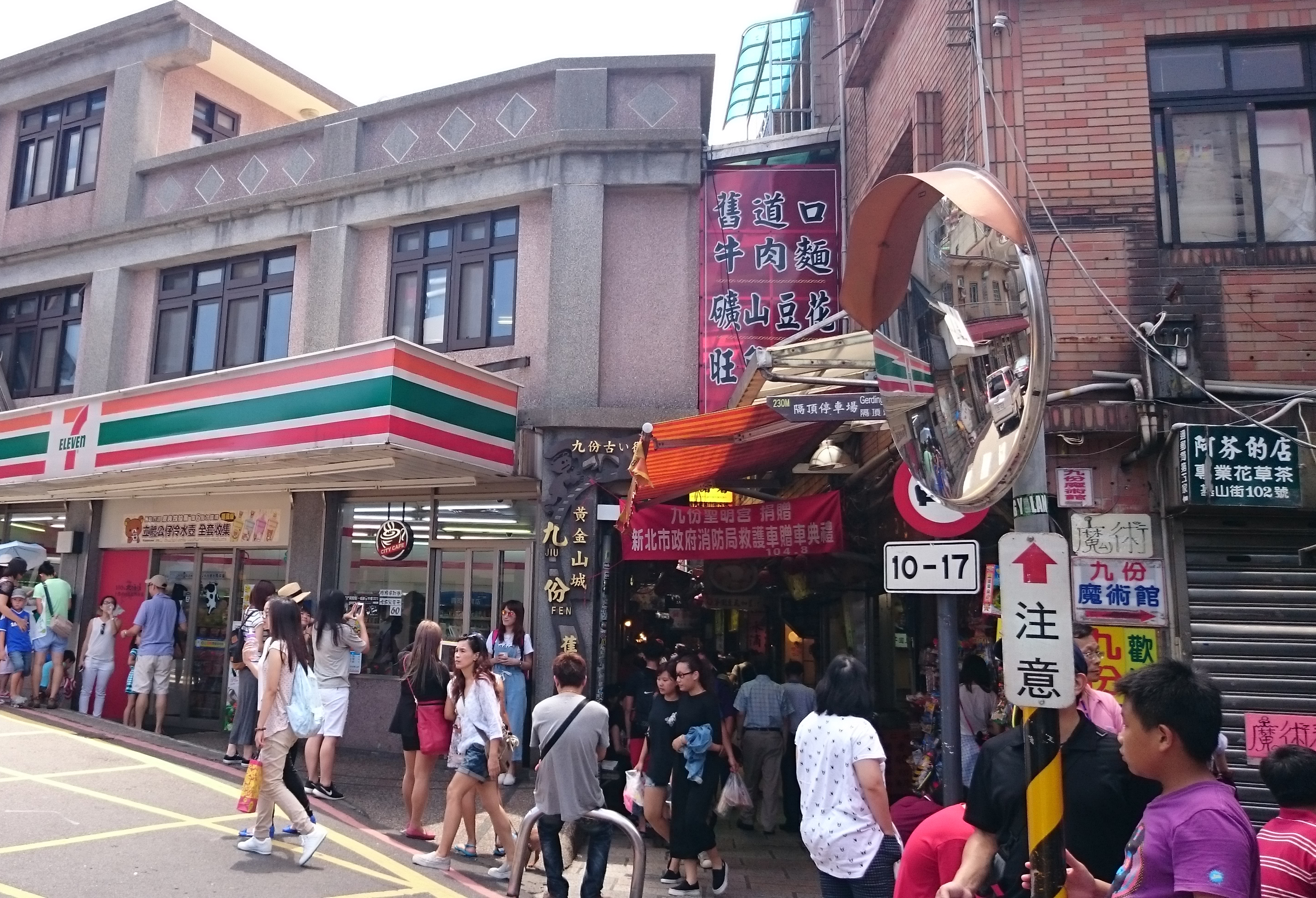
2015年攝於九份老街入口處

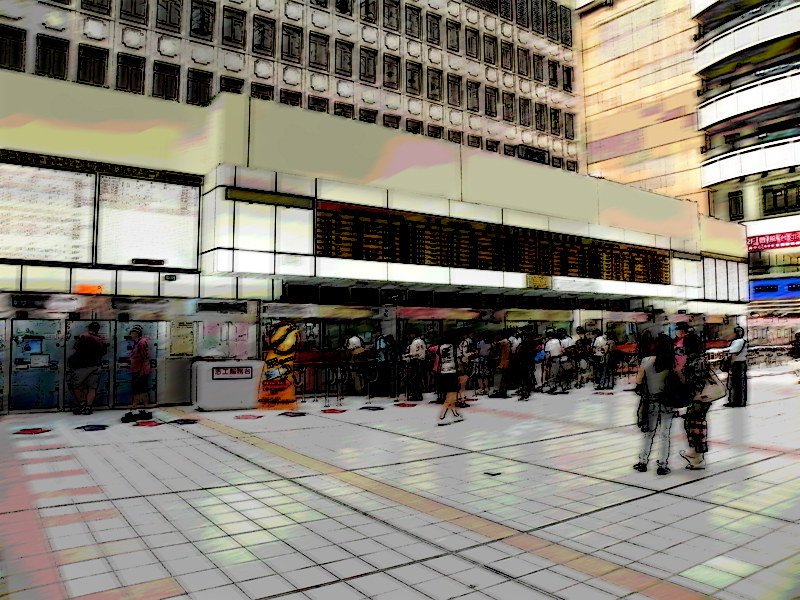
遊戲中場景，舊台北車站島式售票區

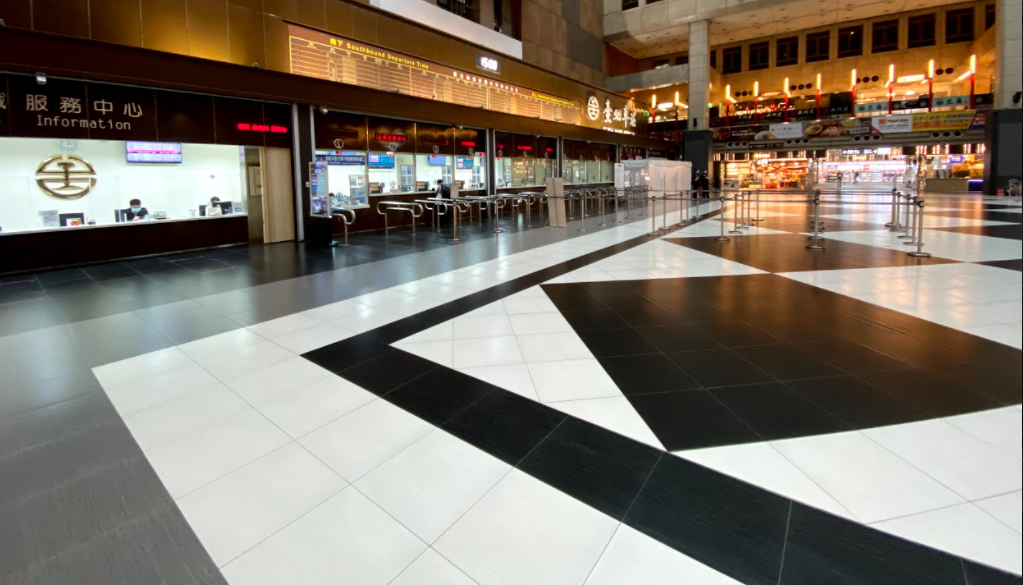
新式售票區，2021年攝於台北車站大廳

## 外部連結
- 《NIGHT-THINK》官方網站 （页面存档备份，存于）
- 《NIGHT-THINK》官方臉書專頁 （页面存档备份，存于）
- 《NIGHT-THINK》團隊的官方推特 （页面存档备份，存于）